# Маккуин, Александр
Ли Алекса́ндр Маккуи́н (англ. Lee Alexander McQueen; 17 марта 1969[…], Луишем, Большой Лондон — 11 февраля 2010[…], Мейфэр, Большой Лондон) — британский дизайнер модной одежды. Командор ордена Британской империи, четырежды признавался лучшим британским модельером года.

## Биография
Родился в Лондоне в семье таксиста и учительницы социальных наук.
После окончания школы 16-летний Маккуин начал работать подмастерьем в ателье Андерсен и Шеферд (Anderson and Shepherd), потом портным в мастерских Сэвиль-Роу. В ателье специализировался на мужских костюмах, сшитых по индивидуальному заказу для высшего света. На тот момент клиентами ателье были принц Уэльский[уточнить], лорд Ротшильд[уточнить] и Михаил Горбачёв. Затем работал в костюмерном цехе театра «Берманс и Натане». В 1991 году окончил лондонский Колледж искусств Св. Мартина. Его дипломной работой стала коллекция Jack the Ripper Stalks His Victims («Джек-потрошитель выслеживает своих жертв»).
После окончания колледжа работал сначала у японского дизайнера Кодзи Тацуно, затем в Милане у итальянского модельера Ромео Джильи. В 1994 году представил собственную коллекцию готового платья на Лондонской неделе моды. Следующие несколько лет вёл жизнь свободного художника и зарабатывал себе репутацию талантливого хулигана.
В 1996 году был приглашён на должность художественного директора дома моды Givenchy. В 2001 году оставил этот дом и перешёл работать в компанию Gucci Group.
В 2003 году появился первый женский аромат Alexander McQueen Kingdom, через год марка представила его мужскую версию. Через три года дизайнер показал первую коллекцию молодежной марки McQ.
В октябре 2005 года создал коллекцию спортивной обуви для компании Puma. В начале 2007 года фирма Samsonite в серии Black Label выпустила чемоданы его дизайна, с рисунком, напоминающим человеческую грудную клетку. Осенью того же года Маккуин открыл в Москве свой четвёртый фирменный бутик (предыдущие были открыты в Лондоне, Милане и Нью-Йорке).
В 2009 году создал костюмы для спектакля «Эонагата», посвящённого загадке Шевалье д’Эона — совместного проекта режиссёра Робера Лепажа, хореографа Рассела Малифанта и балерины Сильви Гиллем.
Последней, выпущенной при жизни дизайнера является коллекция Plato's Atlantis, показанная в рамках модного сезона Весна/Лето 2010.

## Смерть
Был найден повесившимся в собственной квартире 11 февраля 2010 года. Как сообщает британский новостной телеканал Sky News, предварительной причиной смерти, впоследствии подтвержденной судебно-медицинской экспертизой, стало самоубийство. 2 февраля умерла мать Маккуина Джойс, что стало причиной депрессии Александра. Британская полиция подтвердила, что дизайнер повесился в гардеробной своего дома, оставив предсмертную записку. По сообщениям прессы, записка гласила: «Look after my dogs, sorry, I love you, Lee.» («Присмотрите за моими собаками, простите, я люблю вас, Ли»).

## Личная жизнь

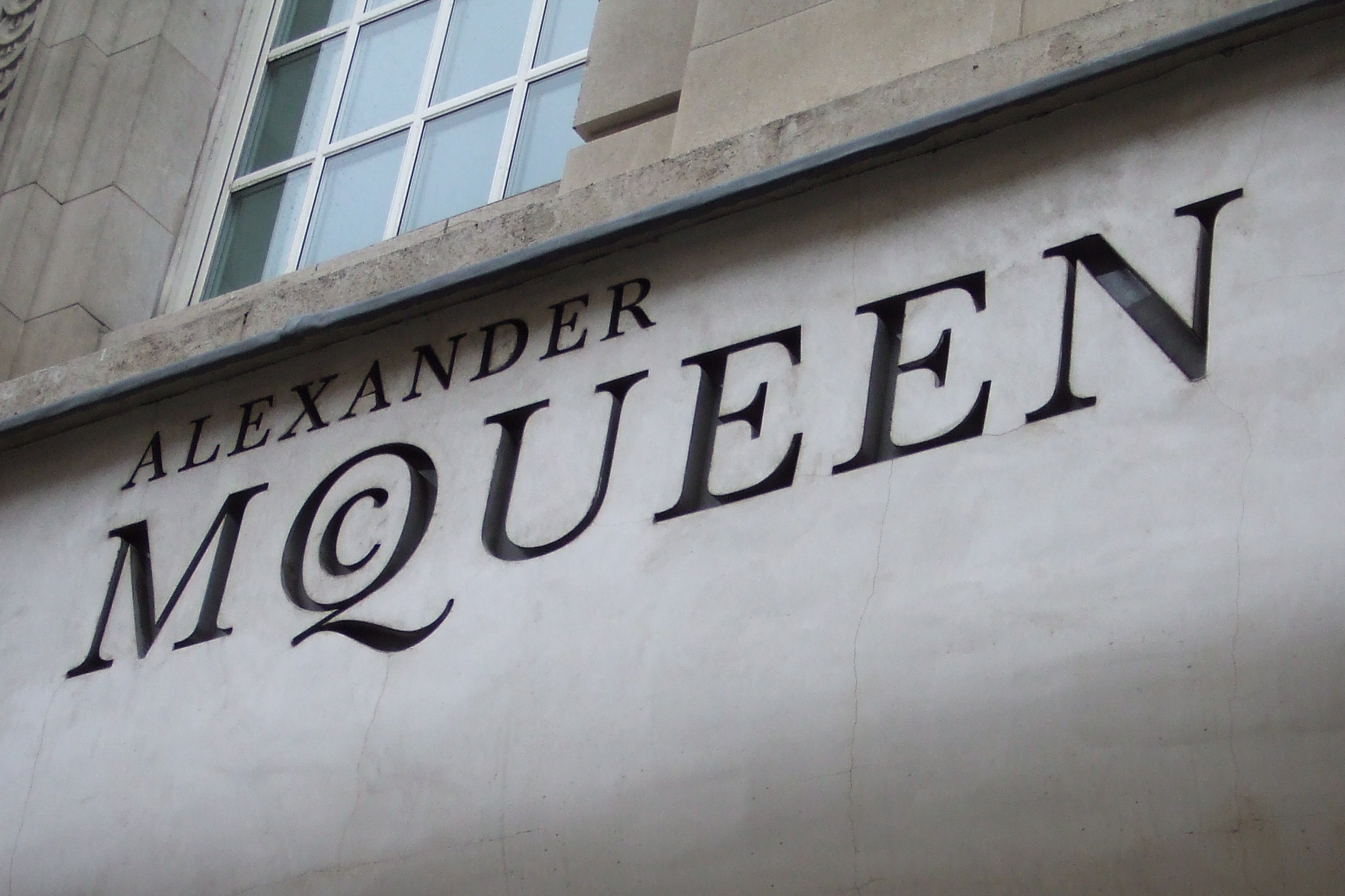
Логотип дизайнерского дома «Alexander McQueen»

Был открытым геем. В 2000 году он заключил гражданский брак с британским кинодокументалистом Джорджем Форсайтом.

## Награды и признание
За свои работы был признан «Лучшим британским дизайнером года» в 1996, 1997, 2001 и 2003 годах; «Дизайнером года» по мнению Совета дизайнеров Америки (CFDA) в 2003 году. Получил премию Моды директоров за коллекцию McQ 2007 года и другие награды.
Летом 2003 года стал командором ордена Британской империи (CBE).